# Akmonistion
Akmonistion zangerli è una specie estinta di pesce cartilagineo appartenente alla famiglia Stethacanthidae, vissuta nel Carbonifero inferiore (Serpukhoviano). I suoi resti eccezionalmente completi provengono dalla Formazione di Manse Burn, nei pressi di Bearsden, in Scozia.

## Descrizione
Akmonistion è caratterizzato principalmente per una peculiare struttura ingrandita della prima pinna dorsale, nota come "spine-brush complex", la cui funzione rimane sconosciuta. Era una struttura simile a un'incudine, ricoperta dorsalmente da dentelli. Questa caratteristica è condivisa anche con il più noto genere Stethacanthus. L'esemplare completo raggiungeva una lunghezza di circa 62 cm.
Akmonistion zangerli si distingue per una serie di caratteristiche anatomiche peculiari:
- Neurocranio con ampie lamine sopraorbitali e una divisione otico-occipitale corta, caratterizzata da una persistente fessura e un canale basicraniale a forma di "Y".
- Mascelle con margini ondulati e 6-7 file di denti su ciascun ramo mandibolare.
- Spina della prima pinna dorsale osteodentinosa, situata all'altezza delle pinne pettorali, con uno strato esterno di osso acellulare che si estende su una complessa struttura a spazzola, lunga fino al 160% della lunghezza del neurocranio.
- Scaglie eteromorfe, che variano da minute scaglie a bottone sui fianchi a scaglie dalla corona eccezionalmente allungata sulla sommità della spazzola.
- Coda fortemente ricurva verso l'alto, associata a un ampio lobo ipocordale.

## Classificazione
Il genere Akmonistion comprende un'unica specie, Akmonistion zangerli, il cui olotipo è stato scoperto da Stan Wood nel 1982 
I suoi resti sono stati rinvenuti esclusivamente nei pressi di Bearsden, in Scozia. Il nome del genere deriva dal greco antico "akmōn" ("incudine") e "istíon" ("vela"), in riferimento all'aspetto della sua prima pinna dorsale.
In passato, i fossili di questa specie erano stati attribuiti ai generi poco definiti Cladodus e Stethacanthus, ma un'analisi più approfondita ha portato alla sua classificazione in un nuovo genere, Akmonistion.
Un'analisi cladistica colloca Akmonistion all'interno della famiglia Stethacanthidae, un gruppo di contriti dalla peculiare struttura della prima pinna dorsale. L'analisi colloca questo genere e gli altri stetacantidi in stretta relazione con i Symmoriida. Questi taxa si trovano alla base della radiazione evolutiva dei condritti moderni (crown group Chondrichthyes), ma le loro affinità esatte rimangono incerte. È possibile che rappresentino una serie di gruppi basali lungo la linea evolutiva degli Holocephali (i moderni chimeroidi), oppure un clado distinto, che si dirama alla base degli Elasmobranchii (squali e razze).

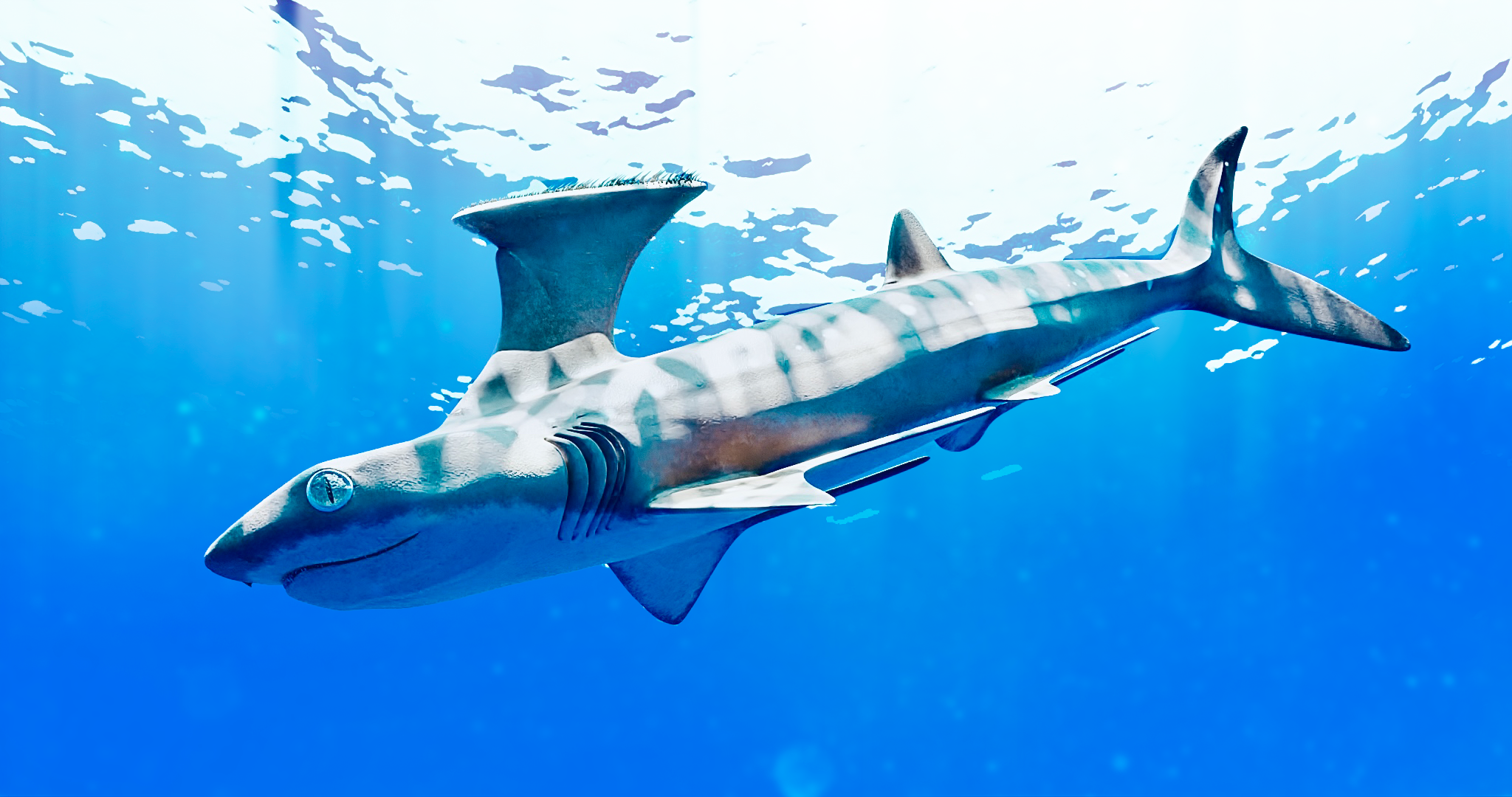
Ricostruzione del possibile aspetto di Akmonistion zangerli

## Paleoecologia e Significato Evolutivo
La particolare morfologia di Akmonistion zangerli, con la caratteristica pinna dorsale a incudine e un apparato locomotorio meno sviluppato rispetto agli squali moderni, suggerisce che questo pesce cartilagineo potrebbe aver avuto uno stile di vita diverso rispetto ai predatori veloci del Carbonifero. Il suo scheletro assiale dalla mineralizzazione rudimentale e le proporzioni corporee indicano che potrebbe non essere stato un predatore particolarmente rapido, e non fosse adatto a rapidi scatti o a inseguimenti ad alta velocità.
La struttura a spazzola potrebbe aver avuto una funzione di display, forse per il corteggiamento o per deterrenza contro i predatori.